# El Tajín
El Tajín är en förkolumbiansk arkeologisk plats i södra Mexiko, vid Mexikanska golfen. Den var en stor plats för den klassiska Veracruzkulturen och en av de största städerna i Mesoamerika under den klassiska tiden. Den ligger i delstaten Veracruz, Mexiko där omkring 81 % av det officiella arkeologiska området ligger inom territoriet för nutida kommunen Papantla. Återstoden av det arkeologiska området ligger i kommunen Coatzintla (ungefär 16 %), med en liten del (cirka 3 %) som sträcker sig in i Poza Rica de Hidalgo.
Tajín betyder åskans stad eller plats på totonakiska och tros ha varit ett av namnen för totonakernas åsk-, blixt- och regngud.

## Historia

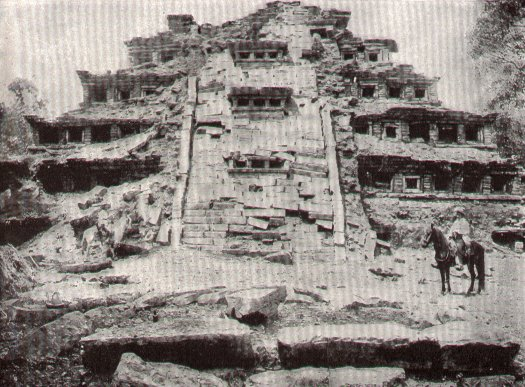
Nischernas pyramid före restaurering (foto från 1913). Nutida vyn av pyramiderna kan ses här.

Byggandet av de ceremoniella byggnaderna i El Tajín påbörjades omkring det första århundradet och nådde en topp under senare klassiska eran, ungefär mellan år 600 och 900.  Tidiga klassiska Tajín uppvisar påverkan av Teotihuacán; tidig postklassicism visar betydande toltek-influens. Byggandet fortgick till ungefär början av 1200-talet, vid vilken tid, enligt traditionen, staden erövrades och brändes ned av en chichimekisk invasion. Platsen förblev bebodd efter detta av en mindre befolkning, men inga nya större byggnadsprojekt drogs igång. Platsen hade övergetts helt, när spanska conquistadorerna ankom i början av 1500-talet.
1785 besökte ingenjören Diego Ruiz platsen, då övervuxen med vegetation, och publicerade den första beskrivningen av den. I början av 1800-talet besöktes den av Guillermo Dupaix, Alexander von Humboldt och Carlos Nebel, som publicerade ytterligare underlag. Den första arkeologiska utgrävningen av området gjordes av Jose Garcia Payon mellan 1943 och 1963. Mexikanska institutet för antropologi och historia har gjort ytterligare restaureringar under 1980-talet.

## Monument

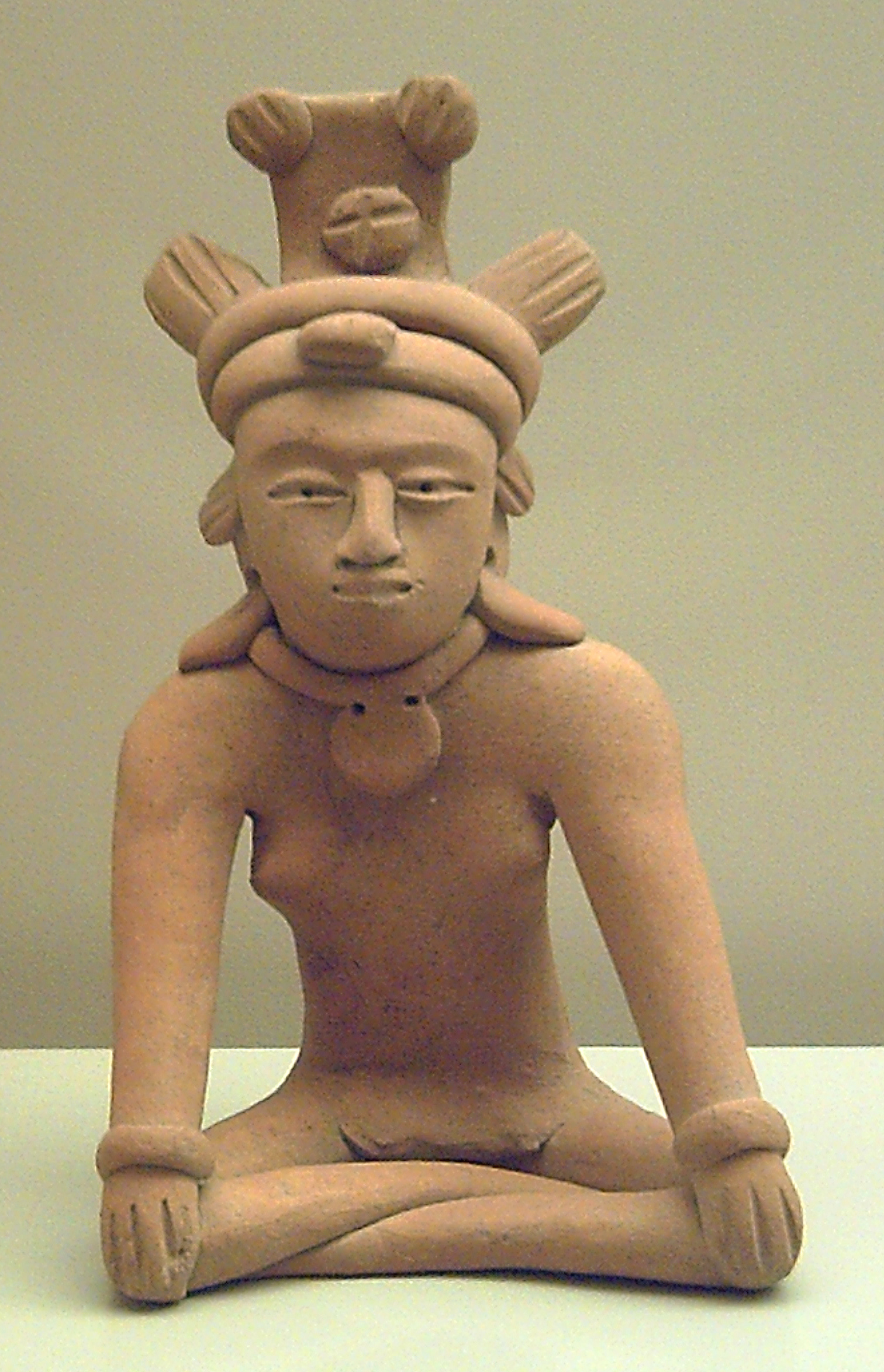
Kvinnlig figurin, El Tajínkulturen (Museum of the Americas, Madrid)

Området ceremoniella centrum täcker endast omkring 1 km², men där är till största delen outgrävda lämningar av stödjande byggnader som sträcker sig över ett betydande större område.
Det ceremoniella centret har ett antal tempelpyramider, palats och flera ytor för att spela det Mesoamerikanska bollspelet.
Platsens mest kända byggnad är Nischernas pyramid. Den branta pyramiden med sex terrasser är ungefär 20 meter hög. Detta gör den till en genomsnittlig mesoamerikansk pyramid, men dess ornamenterade arkitektur ger en slående och visuellt angenäm effekt. Terrasserna är väl skurna och bildar en serie med 365 nischer. En trappa går uppför pyramidens östra sida. Ursprungligen hade pyramiden ett tempel på toppen, men mycket lite återstår av detta.
Ett antal byggnader har skurna reliefer på sig, och platsen har även några fritt stående stele i sten. Många av skulpturerna avbildar det rituella bollspelet och elitens rituella åderlåtning.
Platsen är nu en turistattraktion och har ett museum.